# Zeta1 Muscae
Zeta1 Muscae (ζ1 Mus, ζ1 Muscae) é uma estrela binária astrométrica na constelação de Musca. Sua magnitude aparente é de 5,74, portanto é visível a olho nu apenas em locais com excelentes condições de visualização. Com base em medições de paralaxe, está localizada a aproximadamente 417 anos-luz (128 parsecs) da Terra. É uma estrela gigante com tipo espectral de K0 III, o que significa que já esgotou todo o hidrogênio de seu núcleo e saiu da sequência principal. Estrelas assim tipicamente têm coloração alaranjada e temperatura efetiva de cerca de 4 900 K. Não se sabe nada sobre a estrela companheira.